# Ayer (Astúries)
Aller (en castellà Aller) és un conceyu de la comunitat autònoma del Principat d'Astúries. Limita al nord amb Mieres, al sud amb la província de Lleó, a l'est amb Llaviana, Casu i Sobrescobiu i a l'oest amb Ḷḷena.

## Entorn
Creuat pel riu del mateix nom, forma part juntament amb els conceyos de Ḷḷena i Mieres de la conca minera del Caudal. La seva principal activitat econòmica ha estat la mineria del carbó, especialment en la part baixa de la vall, compaginada amb l'agricultura i la ramaderia. El curs baix del riu Ayer, prop de la seva confluència amb el Caudal, forma una vall profunda entre escarpades vessants coberts de boscos. Dominen el paisatge les torres dels pous de carbó i les edificacions dels pobles miners. Riu amunt s'arriba a Cabanaquinta, capital del conceyu des de 1869, passada la qual el paisatge es transforma a poc a poc en una vall d'alta muntanya que culmina en el port de San Isidro (1.520 m), límit d'Astúries amb Lleó. La bellesa d'aquest paisatge i l'atracció de la lleonesa estació d'esquí en el port han suposat un espectacular creixement del sector turístic en els últims anys, destacant la localitat de Felechosa, a 13 km de l'alt. Entre les belleses naturals es troben les Hoces del Pino i les de l'Ayer, profundes goles excavades per aquests rius en la calcària de muntanya. A més, el conceyu oferix una gran varietat de rutes que segueixen els camins dels pastors tradicionals des dels pobles del fons de les valls fins a les belles brañas impossibles d'endevinar des de baix. També es pot accedir a cims emblemàtics com el Torres (2.100 m), el Toneo, Penya Rodona, el Retriñón, Peña Mea.

## Història
La primera presència humana es pot atribuir als temps neolítics i al començament de l'edat dels metalls, atribuint-se a aquest últim marc dues estructures neolítiques prop de Boo. La comunitat assentada aquí ens ha llegat útils i instruments de la seva activitat, en concret, es van trobar dos punyals, un d'espiga i altre alabardat. L'època de bronze, apareix representada per un braçalet oposat prop de Cabanaquinta. També destacarem el mayón de la Corralá, encara que té una incerta atribució cronològica i és un monòlit d'arenisca clavat en el sòl verticalment, la seva forma ens recorda representacions fàliques, conté diversos motius gravats: creus, cassoletes i una figura humana.
Respecte a la romanització, hi ha algunes dades que destacarem: una via romana que divideix els conceyos de Ḷḷena i Ayer coneguda com via Carisa, la qual es dirigiria de Ḷḷena a Lugo de Llanera. Finalment, dades poc concretes i mal contrastades fan referència a diferents vestigis. Un casc de coure amb diversos relleus, gran quantitat de monedes de plata anteriors a Tiberi. Tots ells constituïxen les últimes restes arqueològics, coneguts anteriors a l'edat mitjana.
L'alta edat mitjana suposa comptar amb les primeres notícies escrites sobre Ayer. Una primera referència es troba en un document de la catedral ovetenca, suposadament del 857 que fa referència a un afluent del riu Ayer. En el període de vigència del regne astur trobem documents que ens parlen del creixement espacial de la vall. Les fonts arqueològiques daten el poblament d'aquests llocs en els segles IX i x, com així ens ho demostren les inscripcions de l'església de San Vicente de Serrapio, que data del 894, i l'església de San Julián de Ḷḷamas que compta amb un epígraf que situa la seva primitiva construcció en l'any 940. A partir del segle xi, l'organització espacial de la comarca apareix molt més definida, com ho demostra un document en el qual un tal Senior i la seva dona Olimpia, cedeixen una sèrie de propietats per a la fundació d'un hospital.
És en la Baixa edat mitjana on hi ha modificacions en l'estructura del poblament de la vall, concretament durant el regnat d'Alfons X, en el qual la pobla d'Ayer pertany a l'elenc de noves viles creats per aquest rei. A partir de llavors la corporació allerana comença a funcionar de forma regular i es registren els primers càrrecs del conceyu.
De totes maneres és de sobres coneguda l'escassesa d'estudis durant els segles moderns, i pocs són les dades que ens permeten individualitzar la seva evolució. A partir del segle xviii les dades d'Hisenda i de l'Arxiu Històric Nacional, ens revelen un poderosíssim sector ramader, la cabanya del qual en totes les seves modalitats es compta entre les més nombroses d'Astúries. Una altra de les activitats que van tenir el seu enlairament en aquesta època va ser la comercial, especialment atractiva per la seva situació d'enclavament en l'itinerari entre Astúries i la Meseta.
Però el que realment consolida com el veritable canal de comunicació allerà amb l'exterior, va ser el Port de San Isidro en el segle xix, amb la construcció d'una carretera que unia la vall principal amb la conca del Caudal. Arran d'aquesta nova i parca infraestructura viària, van començar a explotar-se els primers jaciments carbonífers d'Ayer. D'aquí des d'ara va ser una expansió constant, augmentada en les últimes dècades del segle amb l'aparició del ferrocarril, que va articular les valls del Caudal i Riu Ḷḷena. L'hulla allerana rebrà un important impuls davant les facilitats per a connectar la vall d'Ayer amb la principal via asturiana, la seva història fou d'un constant creixement.
Passat per la guerra civil espanyola, el conceyu d'Ayer quedà enclavat com la resta del sector centre-oriental en la zona republicana, situació en la qual va romandre fins a gairebé la definitiva caiguda del front nord peninsular. Paradoxalment la postguerra, amb la seva autarquia econòmica, va afavorir el ressorgir de l'activitat minaire, apareixent noves modalitats d'extracció, a causa del progressiu esgotament de les mines de muntanya, circumstància que va obligar a l'explotació dels pous, concentrant-se la població encara més en el fons de les valls i proliferant les construccions de barriades de protecció oficial. Tot això ha portat un canvi significatiu en els pobles, car molts d'ells van ser abandonats en els vessants de les muntanyes, com fou el cas de Boo, el que arriba a provocar un desajustament en l'organització administrativa existent; es van crear noves parròquies com va ser el cas de Caborana. La nova política econòmica aperturista gravarà la crisi econòmica del carbó que donarà lloc a la creació de Hunosa en 1967, resultant de la intervenció estatal. A partir de llavors, l'activitat econòmica allerana entra en evident declivi, només alentida per les bones perspectives que les terres altes oferixen, per al sector turístic.

## Geografia

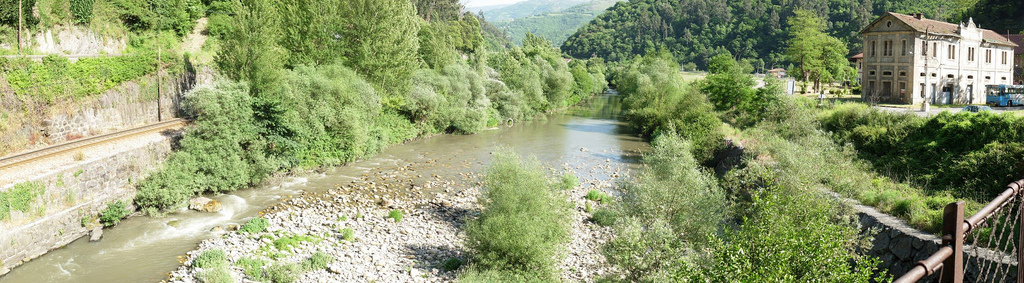
Riu Ayer

El conceyu està format per tres zones bé diferenciades entre si: Alt, Mig i Baix Ayer, amb unes altures mitjanes sobre el nivell del mar de 1.000, 500, i 300 metres respectivament. Aquest conceyu pren el seu nom del riu que ho travessa de sud-est a nord-oest, tenint al seu torn altres dos rius de certa importància. El riu Ayer fa també altra diferent demarcació, així en la part baixa del riu Ayer, és on es donen cita els majors nuclis de població des de fa poc més d'un segle: Caborana, Morea, Oyanco, que s'han desenvolupat amb la mineria del carbó, i la part alta del riu Ayer on el conceyu manté l'aspecte rural tradicional, tenint en aquesta zona esplèndids paisatges i nombrosos atractius turístics. En el conceyu hi ha dos llocs catalogats com Monuments Naturals: Les Hoces del Pino i el Tejo de Santibáñez de la Fuente.
El seu clima és temperat a conseqüència de la protecció que oferix les muntanyes contra els vents de l'altiplà. La seva orografia molt abrupta amb trencades i frondoses muntanyes, algunes amb pendents que van entre els 40 i els 50 graus. El 60% del seu territori és d'interès paisatgístic, ja que són terrens summament accidentats. Els seus vessants tenen abundants boscos, diferenciant diferents espècies d'arbres segons les zones en la qual ens trobem, així en la zona alta tenim el faig, i en les zones mitjanes i baixes el castanyer. Pel seu clima, el sòl és bo per a l'agricultura en les zones baixes prop de les lleres dels rius, tenint de la mateixa manera, unes bones pastures, el que els fa tenir una bona cabanya de boví, especialment la marró alpina que és molt rica en sagí. També cal destacar les seves bones cabanyes caballar i lanar.

## Parròquies
El conceyu d'Ayer està dividit en 18 parròquies rurals:
| - Beyo - Bo - Cabanaquinta - Caborana - Casomera - Conforcos - Cuergo - Ḷḷamas - Morea | - Murias - Nembra - Peḷḷuno - El Pino - Piñeres - Santibanes de la Fuente - Serrapio - Soto - Vega |

## Evolució demogràfica

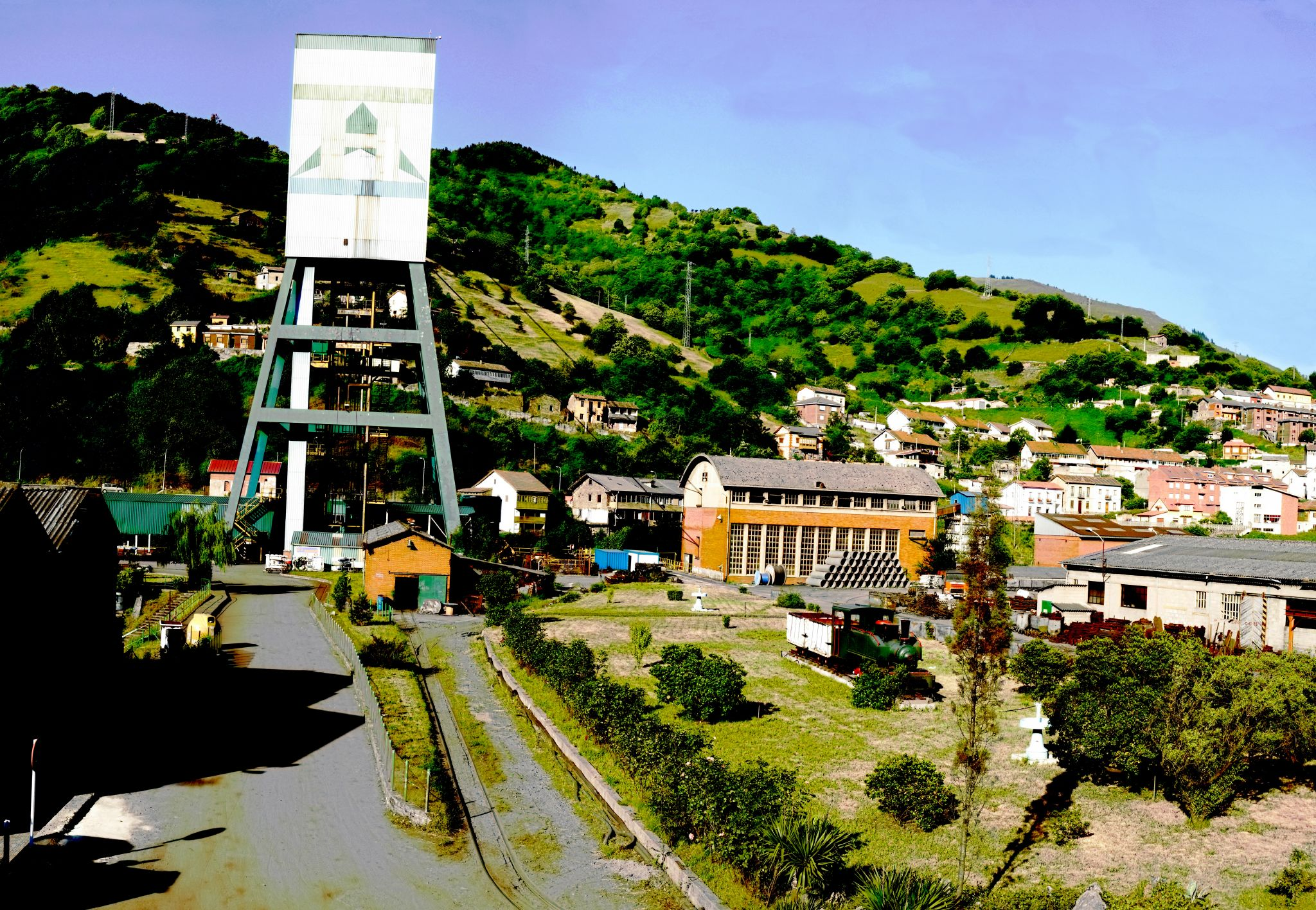
Pozo Santiago a Ayer

L'explotació en el segle xix dels recursos hullers existents en el subsòl, porta una dinàmica demogràfica molt lligada a l'ocupació en l'activitat minaire, així en 1900, la seva població era de 13.159 persones, xifra molt elevada si tenim en compte el caràcter muntanyenc de la major part del terreny. Tot això va seguir creixent mentre s'intensificaven les labors d'extracció de carbó, el que va ocórrer durant les tres primeres dècades del segle xx, assolint arribar al municipi els 24.658 habitants en 1930. En els deu anys següents, la producció de carbó decau al tancar-se moltes petites mines i amb això la població que perd és una mica més de 1.000 habitants.
Finalitzada la guerra civil, es dona un nou impuls a l'activitat minera i amb això la consegüent recuperació demogràfica, arribant a tenir en 1960 més de 28.690 habitants. Des de llavors el ritme imposat de continus tancaments i el seu perduda de llocs de treball va portar un descens demogràfic. Així en 30 anys es perdé una població de més d'11.000 habitants. És rara la seva emigració a nacions americanes, però sí més important la produïda a països centreeuropeus en els anys setanta. Aquelles persones tornen al jubilar-se, el que aquesta augmentant el seu percentatge de senectut.
La major part de la població està concentrada al Baix Ayer, a causa de la gran explotació minera del carbó en zones com Morea, Caborana, Piñeres i Boo, disminuint la població a mesura que es va al sud-est, sent molt escassa la població en l'Alt Ayer. La seva població ha estat basada en la seva riquesa econòmica, directament relacionada amb el carbó. En l'any 1960 treballen en la mineria en aquest conceyu 5.050 persones, avui difícilment arriben a les 2.000. El descens de la producció i explotació del carbó i l'expansió de la indústria, produïx una caiguda de l'ocupació en la zona, d'aquí l'emigració a Centreuropa o al centre d'Astúries. En el segle xx, està sorgint un altre recurs econòmic que és el turisme, atret per les nombroses ofertes del conceyu d'Ayer: paisatge, senderisme, rutes de muntanya, esports d'hivern i una gastronomia important.
|      |        |      |        |
| 1877 | 9.646  | 1950 | 25.511 |
| 1887 | 11.973 | 1960 | 28.689 |
| 1897 | 11.809 | 1970 | 22.812 |
| 1900 | 13.159 | 1981 | 19.610 |
| 1910 | 15.960 | 1991 | 17.538 |
| 1920 | 19.450 | 2001 | 15.100 |
| 1930 | 24.658 | 2005 | 13.702 |
| 1940 | 23.600 | 2006 | 13.421 |